# 尉郭乡
尉郭乡，是中华人民共和国山西省运城市夏县下辖的一个乡镇级行政单位。

## 行政区划
尉郭乡下辖以下地区：
尉郭村、西洋桥村、东洋桥村、苏庄村、三联村、高村、楼底村、东阴村、西阴村、阴庄村、下张村、马村、白张村、大台村、小台村、西董村、中卫村和苗村。